# Charles Joseph Minard
Charles Joseph Minard (Dijon, 27 de març de 1781 − Bordeus, 24 d'octubre de 1870) va ser un enginyer civil francès conegut per les seves invencions en el camp de la traducció gràfica aplicada a l'enginyeria civil i l'estadística.

## Biografia
En 1796 va començar els seus estudis de ciències i matemàtiques a l'École Polytechnique, on va tenir a Fourier i Legendre com a professors. En 1800 va passar a estudiar a l'École Nationale des Ponts et Chaussées (Escola nacional de ponts i camins), lloc del qual més tard, des de 1830 fins a 1836 va ser superintendent.
Va fer treballs com la reparació dels dics de Vlissingen (1810) i va ser assignat al servei municipal de París, des del qual va plantejar el transport dels llambordes per canal fins a París. Més tard es va ocupar de la docència, a més a més de treballs en canals. Va ser inspector del Corp des Ponts de 1846 a 1851. Va deixar París el setembre de 1870 per un temut setge Prussià i va morir a Bordeus un mes més tard.

## Obra

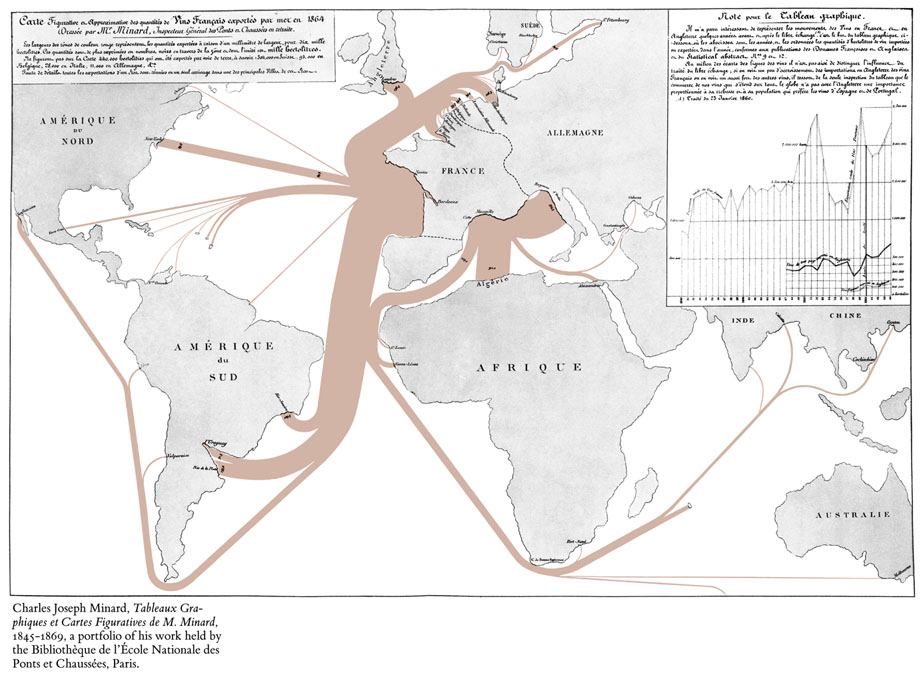
Mapa de Minard sobre les exportacions de vi francès. 1865

L'obra gràfica de Minard comença en 1844, arran de la seva preocupació pel transport de passatgers, amb un esquema gràfic sobre el trànsit d'algunes carreteres, titulada Tableaux figuratifs de la circulation de quelques chemins de fer.
Una altra de les obres importants, és el mapa de transport de combustibles minerals, Carte figurative des principaux mouvements des combustibles minéraux en France en 1845, creat en 1851. Un treball públic, que va ser presentat al Ministeri de Finances francès.

Carte figurative et approximative des quantités de viandes de boucherie envoyées sur pied par les départements et consommateurs à Paris. 1858

A partir de 1857, Minard inclou diagrames de flux i des de 1858 també utilitza gràfics proporcionals circulars, com en l'obra gràfica Carte figurative et approximative des quantités de viandes de boucherie envoyées sur pied par les départements et consommateurs à Paris.
En 1861 van ser presentats els gràfics de Minard a Napoleó. En 1866, crea el mapa Carte figurative et approximative des populations spécifiques des provinces d'Espagne, en la qual s'assenyala, per províncies, la densitat de població d'Espanya. En aquest gràfic utilitza l'escala de grisos com a manera per a representar límits de quantitats en cada província.
En 1869 va ser publicada la seva obra més coneguda, Carte figurative des perdes successives en hommes de l'Armee francaise dans le campagne de Russia en 1812-1813, on es mostra el moviment, les pèrdues humanes i la temperatura ambiental durant la campanya de Napoleó contra Rússia en 1812.
Étienne-Jules Marey va ser el primer a destacar aquest dramàtic retrat de Minard sobre la caiguda de les tropes de Napoleó en la campanya de Rússia, manifestant que «desafia la ploma dels historiadors en la seva brutal eloqüència». Edward Tufte ho va denominar «el millor gràfic estadístic mai dibuixat», fent-lo servir com a paradigma en la seva obra The Visual Display of Quantitative Information. Howard Wainer ho qualificaria també com «una joia dels gràfics informatius», nominant-lo en el seu World's Champion Graph.

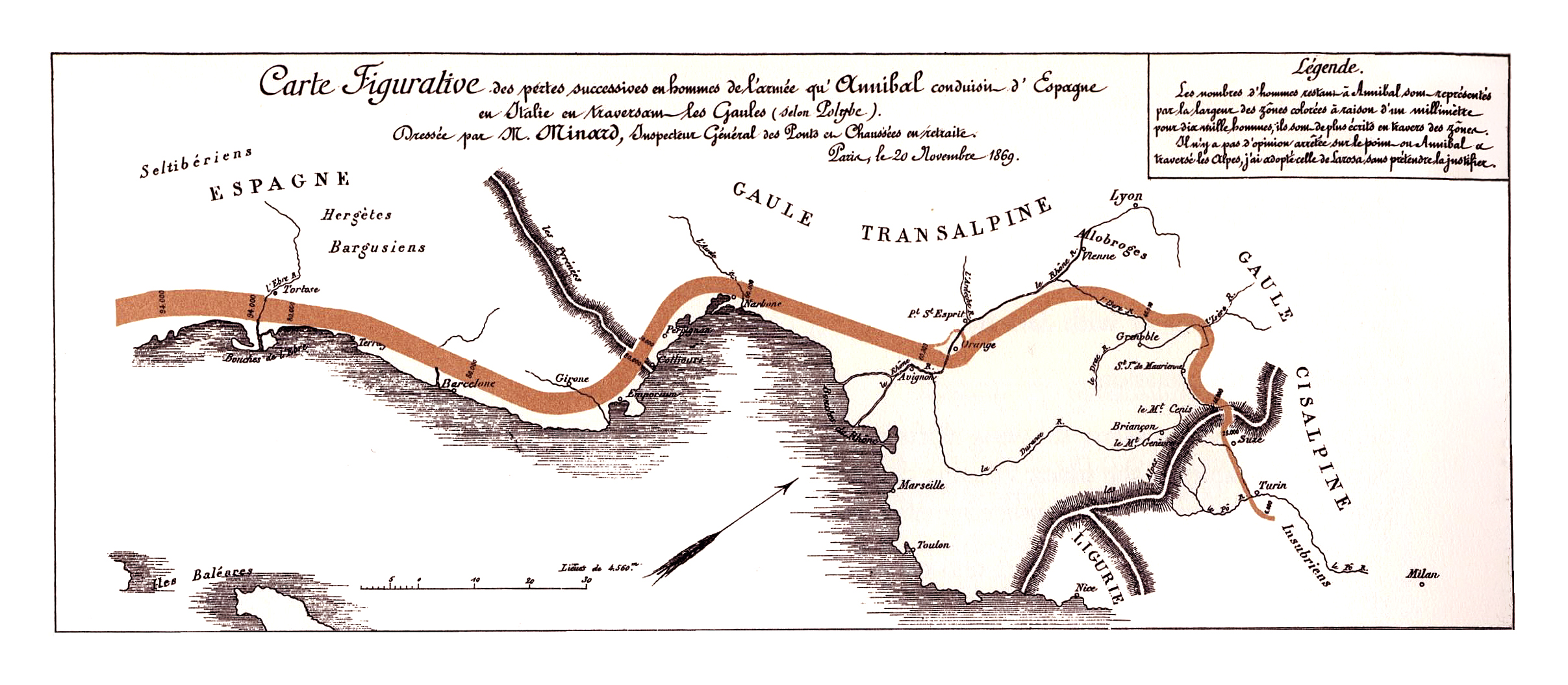
Carte figurative des pertes successives en hommes de l'armée qu'Annibal conduisit d'Espagne en Italie en traversant les Gaules. 1869

Minard va compondre, al mateix temps, un altre gràfic sobre el moviment de tropes en la invasió d'Itàlia per part d'Hanníbal Barca des d'Espanya travessant la Gàl·lia. Aquest gràfic es va crear per a exposar la similitud entre les pèrdues humanes de les dues incursions.